# ヒッポノオス
ヒッポノオス（古希: Ἱππόνοος, Hipponoos）は、ギリシア神話の人物である。主に、
- ペリボイアの父
- トリバロスの子
- プリアモスの子

のほか数人が知られている。以下に説明する。

## ペリボイアの父
このヒッポノオスは、アカイア地方の都市オーレノスの王で、娘ペリボイアの父。ペリボイアはカリュドーン王オイネウスの妻となり、テューデウスの母となった。ペリボイアはオイネウスとの戦争で都市が陥落した際に戦利品となったとも、アマリュンケウスの息子ヒッポストラトスによって処女を奪われたため、オイネウスに殺すよう依頼して送ったところ、オイネウスは自分の妻にしたともいう。あるいはペリボイアがオイネウスの子を身ごもったため、オイネウスのもとに送ったという。

## トリバロスの子
このヒッポノオスは、トリバロスの子で、河神ストリューモーンの娘テレイネーとアレース神の娘トラーサと結婚し、娘ポリュポンテーをもうけた。ポリュポンテーはアプロディーテー的な行為を嫌って、アルテミスの従者となったために、アプロディーテーに心を狂わされた。

## プリアモスの子
このヒッポノオスは、トロイアの王プリアモスの50人の子供の1人。アポロドーロスによると母はヘカベーであり、ヘクトール、パリス、デーイポボス、ヘレノス、パムモーン、ポリーテース、アンティポス、ポリュドーロス、トローイロス、クレウーサ、ラーオディケー、カッサンドラー、ポリュクセネーと兄弟。ヒュギーヌスのリストには含まれていない。トロイア戦争でアキレウスに討たれた。

## その他の人物
- アドラストス（系統不詳）の子。アポローン神の神託が原因で父子ともに焼身自殺した[9]。
- トロイア戦争でヘクトールに討たれたギリシア人[10]。
- コリントスの英雄ベレロポーンのもともとの名前[11]。